# Rythmes scolaires en France
Le temps scolaire (ou rythmes scolaires ou encore calendrier scolaire) est la répartition des jours et des heures où l’élève se rend à l’école.
En France, une année scolaire est composée de trente-six semaines au moins de classe, et de seize semaines de vacances, dont les grandes vacances de huit semaines, et les vacances de Toussaint, Noël, hiver et Pâques, de deux semaines chacune. Pour ces deux dernières, les dates différent selon la « zone » de l’établissement. Le calendrier scolaire est national, mais il peut être adapté, en ce qui concerne la Corse, les départements d'outre-mer et les collectivités d'outre-mer, par les recteurs, vice-recteurs et chefs de services de l'Éducation nationale, au moyen d'un arrêté et pour une durée de trois ans ; l'année scolaire en France métropolitaine commence généralement début septembre et se termine début juillet.
Dans les écoles primaires, la semaine est organisée en principe sur neuf demi-journées du lundi au vendredi depuis 2013. Toutefois des adaptations sont possibles et un certain nombre de villes ont adopté la semaine de quatre jours. L'organisation de la semaine dans l'enseignement secondaire n'est pas traitée dans cet article.

## Terminologie
Plusieurs expressions sont utilisées concernant les temps et rythmes liés à l'école en France ; certaines utilisations d'une même expression recouvrent des sujets différents, ou l'utilisation ou l'interprétation de différentes expressions recouvrent une même notion, cela selon les auteurs et les contextes, avec, dans l'ensemble, la présence d'« une certaine confusion » dans l'usage des termes. Il est donc important de se référer également au contexte d'utilisation du mot, notamment en prenant compte le champ de recherche scientifique ou le champ éducatif considéré, ainsi que les définitions des auteurs relativement aux expressions qu'ils emploient.
Le rapport de l'Inspection générale de l’Éducation nationale (Igen) de janvier 2000 intitulé L'aménagement des rythmes scolaires à l'école primaire souligne cet état de fait et propose en conséquence un « Petit glossaire conventionnel à l’usage de la lecture de ce rapport ». Il revient ainsi sur l'utilisation des termes ou expressions, analysant certains en parallèle : il précise ainsi « organiser », « aménager » et « améliorer » ; puis sur ceux liés au « temps » et aux « rythmes » (en lien avec « organiser » ou « aménager » tels que précédemment définis dans le rapport) ; puis « temps ou rythmes scolaires » et « temps ou rythmes de vie » ; puis « journée d'école », « temps à l'école », « temps de l'obligation scolaire » ; puis « temps scolaire » , « temps périscolaire » et « temps extrascolaire » ; avant de se pencher sur « acteurs » et « partenaires » de l’École ; « enseigner une discipline » ou « animer une pratique » ; et, enfin, de préciser ce que recouvrent les expressions « apprentissages fondamentaux » et « activités sportives, scientifiques, culturelles ».

## Historique

### Fin duXIXesiècleet première moitié duXXesiècle
Les lois Ferry de 1882, qui rendent l'instruction obligatoire, disposent que les écoles primaires publiques vaqueront un jour par semaine, le jeudi en plus du dimanche (ce jour en plus du dimanche permettant alors notamment l'instruction religieuse, hors de la classe,). La semaine d'école primaire comporte alors 30 heures et les vacances d'été concernent une période d'environ un mois. Les enjeux concernent alors essentiellement l'organisation des temps scolaires, de l'éducation religieuse, et ceux consacrés aux travaux agricoles — auxquels participent de nombreux enfants.

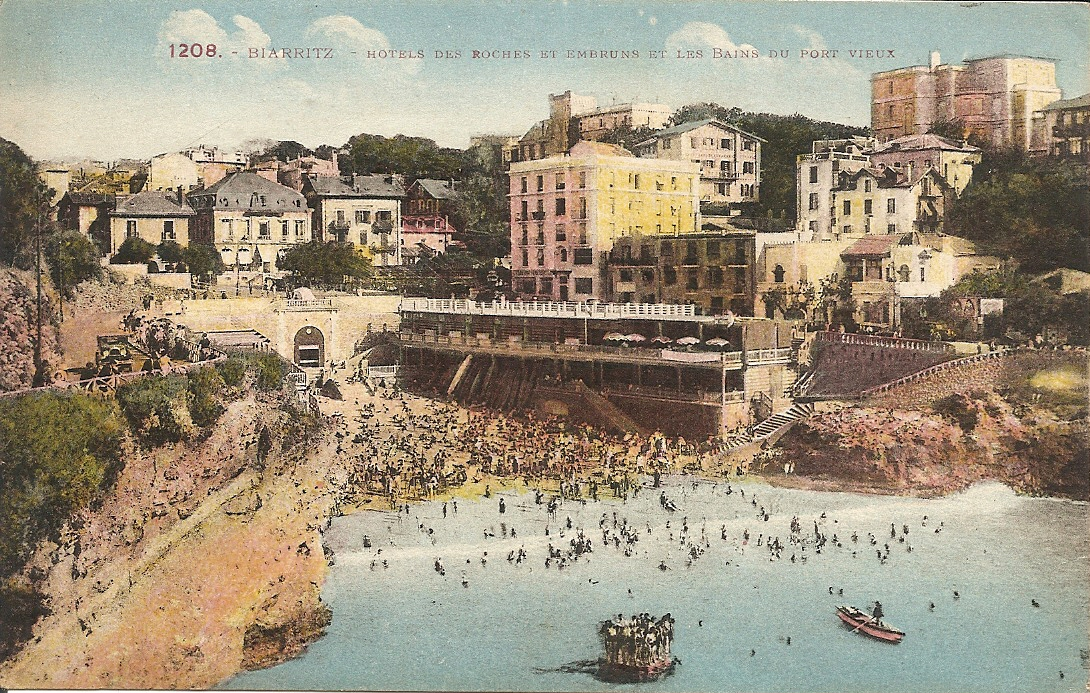
Hôtel des Roches et Embruns et les Bains du Port-Vieux à Biarritz, vers 1920.

La durée des vacances d’été dans les écoles primaires françaises évolue de la manière suivante :
- 1894 : six semaines, « toutefois, la durée des vacances peut être portée à huit semaines, dans les écoles primaires élémentaires où sont organisées des classes de vacances » ;
- 1900 : huit semaines ;
- 1922 : 1er août au 30 septembre (elles gagnent ainsi deux semaines[5]). Bien que l’idée soit répandue que l'objectif était de permettre officiellement la participation des enfants aux travaux agricoles de fin d'été (moissons et vendanges), Claude Lelièvre, historien de l’éducation, affirme qu’il s’agit d’une idée reçue[6]. En effet, d’après Claude Lelièvre, les vacances sont structurées par l’enseignement secondaire (qui accueillait très peu d’enfants susceptibles de travailler aux champs), puis parce que l’enseignement primaire était parfois aligné sur l’enseignement secondaire, pour « récompenser » les instructeurs[6] ;
- 1938 (Front populaire) : 15 juillet au 30 septembre (alignement avec l'enseignement secondaire) ;
- 1939 : création des vacances de la Toussaint (automne)[Ce passage est incohérent], Noël (fin décembre) et Pâques (printemps)[5] ; dans cette même période, c'est le ministre de l'Education nationale et non plus les préfets qui fixe le calendrier scolaire[5] ;
- 1959 : 1er juillet à mi-septembre et création des vacances de la Toussaint[Ce passage est incohérent][7],[5].

À la fin des années 1950, « l’équilibre entre temps de travail et de repos pour l’élève est souligné par les pouvoirs publics », selon le rapport de l'Académie nationale de médecine en 2010. Il est recommandé de supprimer les devoirs du soir dans une circulaire émise en 1956,[précision nécessaire].

### Années 1960-1970
Au cours de l'année 1961 et des suivantes, l'organisation des calendriers et temps scolaires tiennent davantage compte des intérêts économiques nouveaux (tourisme, notamment) ; des zonages géographiques pour les dates de certaines vacances sont mis en place : celui concerne les vacances d'été entre 1965 et 1971 (date de la suppression de ce système pour ces « grandes vacances »), celles de février à partir de 1967-1968 et celles de Pâques à partir de 1971-1972,.
Entre 1969 et 1972, le ministre Olivier Guichard procède à plusieurs réformes. Les cours du samedi après-midi sont supprimés et la semaine passe de trente à vingt-sept heures (en 1969), puis la journée d’interruption au cours de la semaine est reportée du jeudi au mercredi (en 1972),,. Les manières d'enseigner connaissent également des changements, avec un cadre définissant les « activités d'éveil » et précisant de nouveaux horaires hebdomadaires d'enseignement des disciplines (dix heures pour le français, cinq pour le calcul, six pour les activités physiques et sportives, six pour les activités d'éveil — ces dernières comprenant notamment l'histoire, les sciences naturelles et le dessin). Les vacances d'hiver sont créées,,, ainsi que le zonage pour les vacances d'hiver, de printemps et d'été, mais pour ces dernières, il est rapidement supprimé (en 1971).

### Années 1980

#### Réflexions sur la chronobiologie de l'élève
Les années 1980 sont marquées par le début des préoccupations sur la chronobiologie de l'enfant et de l'élève au sein du grand public — les recherches sur le sujet des médecins, pédiatres et chronobiologistes s'étant notamment développées dans la décennie 1970. Les recherches du professeur Hubert Montagner, notamment, font notamment émerger une inadéquation entre les rythmes scolaires du moment et ceux des enfants les plus jeunes. Diverses réflexions et propositions se font jour ; parmi celles-ci, deux grands points sont discutés : l'organisation annuelle et l'organisation au sein de la semaine d'école. Des expérimentations sont mises en place, en lien avec les réflexions en cours ; quelques-unes concernent la « semaine de quatre jours » pour les élèves. Concernant l'organisation sur l'année, le Conseil économique et social publie un rapport constatant que les grandes vacances françaises sont les plus longues de cette catégorie de vacances par rapport à d'autres pays, et que la journée d'école est la plus longue ; en parallèle, des études scientifiques mettent en lumière la plus grande fatigue des élèves sur les périodes d'octobre-novembre et février-mars, avec la recommandation d'y introduire des périodes de vacances suffisantes.

#### Début des années 1980: réorganisations par académies scolaires
Lors des années 1980-1981 et 1981-1982, les vacances sont fixées par au niveau académique (circonscriptions éducatives françaises), avec une base nationale de 314 demi-journées de travail effectif dans l’année pour l’élève. Les congés d’été débutent au plus tôt le 15 juin et se terminent au plus tard le 1er octobre. Ainsi treize académies littorales fixent les vacances d’été jusqu’à fin septembre, et treize autres, plus urbaines, débutent fin juin. Dans l’académie de Lille, les vacances de février durent, par exemple, trois jours et celles de mai trois semaines.

#### 1986: le «7-2»
Au cours des années 1980, des études scientifiques indiquent que le temps de repos (vacances) pour un enfant est de deux semaines si l'on veut que ce temps soit réellement réparateur.
Le ministre Jean-Pierre Chevènement fait adopter un calendrier scolaire à deux zones, avec des périodes de classe allant de six à huit semaines, et deux semaines de vacances, pour l’année 1986-87. Cette réforme est annulée dès l’année suivante avec l’alternance politique,.

### 1989-1990: Semaine de cinq jours avec adaptations possibles
La loi Jospin (ministre de l’Éducation nationale) de 1989 dispose que l'année scolaire comporte trente-six semaines réparties en cinq périodes de travail, de durée comparable, séparées par quatre périodes de vacance des classes. La semaine scolaire passe de vingt-sept à vingt-six heures en 1990,,. La référence devient une semaine de cinq jours (lundi, mardi, jeudi, vendredi et samedi matin), toutefois des aménagements sont possibles, et c’est ainsi que la semaine de quatre jours apparaît : 10,3 % des écoles optent pour cette solution en 1992-93. Ce chiffre passe à 18,7 % en 1994-95 et 25,8 % en 1998-99. Dans ces situations, les jours sont repris sur les vacances. L'enseignement privé adoptera cet aménagement à 41 % en 1998-99.
En 1989, ce même ministre met en place une organisation de l'année scolaire avec le rythme 7-2 (7 semaines de classe, deux semaines de vacances), mais les autres contraintes pesant sur l'organisation de l'année scolaire, notamment celles de l'industrie touristique, continuent de peser sur l'organisation générale de l'année scolaire (dates des vacances et zones scolaires partant auparavant à des dates décalées les unes des autres). Le nombre de zones est à nouveau réduit à deux à la rentrée 1990, puis est rétabli à trois dès la rentrée suivante,,. En 1991, l'organisation stricte en 7-2 est de nouveau abandonnée.
Les vacances de la Toussaint, après avoir connu un allongement sous le ministre Lionel Jospin, sont réduites sous le ministre François Bayrou, diminuées à une semaine lors de l’année 1999-2000, jusqu’à l’année 2003-2004 où elles reviennent à dix jours (selon une décision du ministre Jack Lang en 2002).

### 2008: Semaine de quatre jours
En septembre 2007, le ministre de l’Éducation nationale Xavier Darcos annonce la fin des classes du samedi matin,. À la rentrée 2008, la durée de la semaine scolaire est fixée à vingt-quatre heures d'enseignement pour tous les élèves,,. Les vingt-quatre heures d'enseignement sont organisées à raison de six heures par jour les lundis, mardis, jeudis et vendredis, ; on parle alors de « semaine de quatre jours ». Est créée une « aide personnalisée » pour les élèves en difficultés, d'une durée de deux heures,. Lors de l'année scolaire 2009-10, 95 % des écoles fonctionnent en semaine de quatre jours, 3 % en semaine de quatre jours et une aide personnalisée le mercredi matin, 2 % en semaine de cinq jours. Malgré la protestation de spécialistes de l’éducation comme Antoine Prost, aucune grève ni manifestation n'a lieu pour dénoncer cette réforme.

### 2013: Semaine de cinq jours du lundi au vendredi
Après l’élection présidentielle de 2012, les vacances de la Toussaint, qui durent dix jours depuis 2003, sont allongées à deux semaines. Une concertation s’engage sur les rythmes hebdomadaires : selon des chronobiologistes et le ministre de l’Éducation nationale Vincent Peillon, les journées sont trop longues pour les élèves.
La réforme de la semaine de 4,5 jours est annoncée en octobre 2012 par François Hollande, alors président de la république. Quelques semaines plus tard, il annonce que cette réforme ne sera pas appliquée partout dès 2013,. Le décret relatif au temps scolaire concernant les écoles maternelles et élémentaires est publié en janvier 2013,. La semaine comprend toujours vingt-quatre heures de temps scolaire, mais elles sont réparties en neuf demi-journées : lundi, mardi, mercredi matin, jeudi et vendredi. Les études sur la chronobiologie de l'élève sont prises en compte, notamment en ce qui concerne les capacités de concentration, et sont favorisées cinq matinées plutôt que quatre, surtout pour les apprentissages fondamentaux. En parallèle, afin de moins fatiguer les enfants, le temps quotidien en classe se raccourcit. Afin de limiter une demi-journée à trois heures et demie, des « activités pédagogiques complémentaires » et des « temps d'activités périscolaires » (TAP) sont ajoutés à l'emploi du temps des élèves. Les deux heures d'aide personnalisée pour les élèves en difficultés sont supprimées.
En ce qui concerne les TAP, ils concernent trois grands champs d'activités : sport, culture et arts ; ils prennent alors place en fin de journée, après la classe. Ces TAP sont à la charge (organisation, financement) des communes. Ceci peut prendre place au sein d'un « projet éducatif territorial » (PEDT).

#### Mise en œuvre

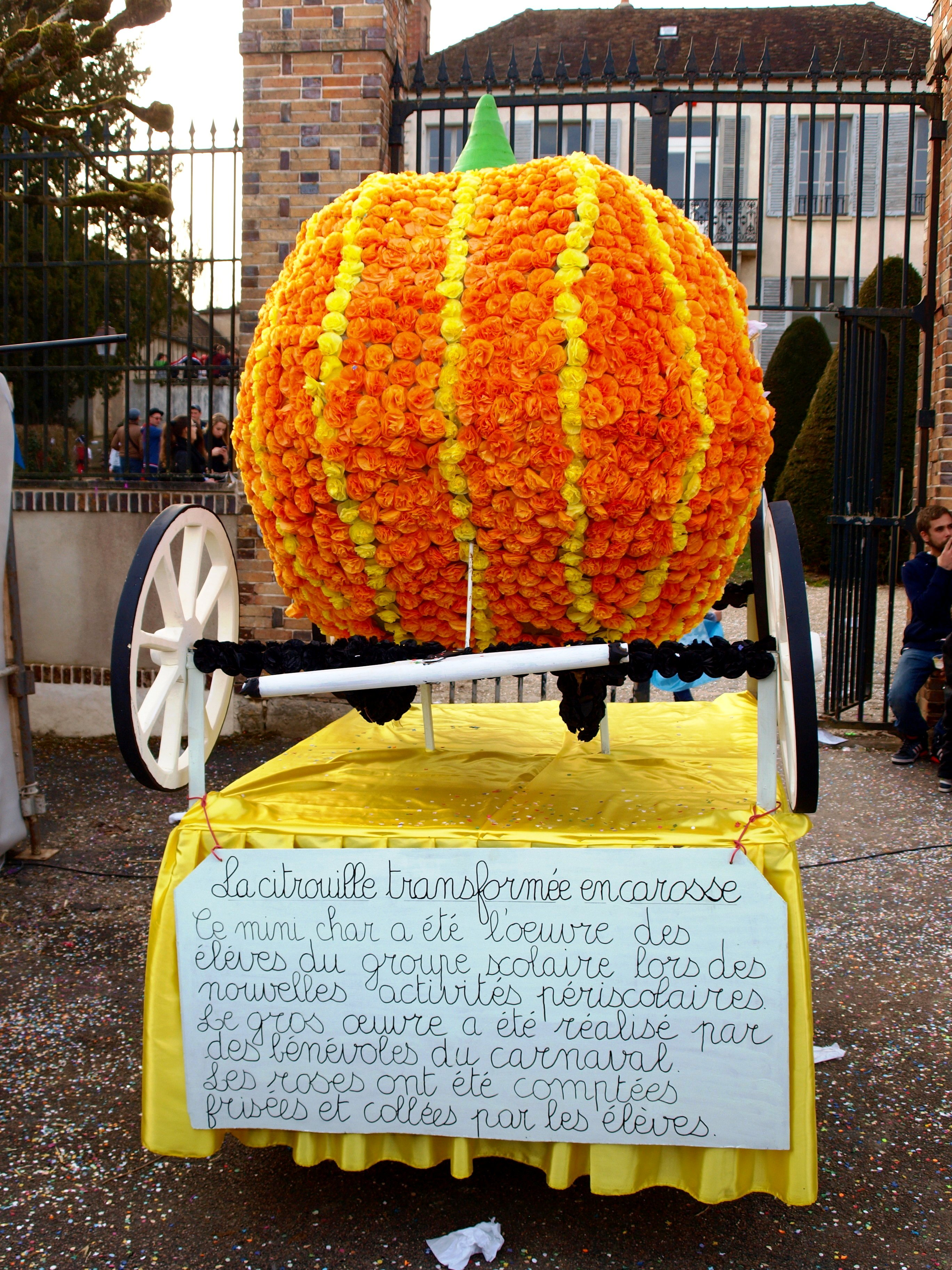
Le mini-char de carnaval, issu des travaux des élèves de l'école primaire de Sergines, dans le cadre des nouvelles activités périscolaires.

En septembre 2013 — date de mise en application —, 4000 communes, soit un peu plus d'un écolier sur cinq, passent à la semaine de quatre jours et demi . C’est le cas, par exemple, des écoles de Paris, malgré un mouvement de grève ayant réuni 80 % des enseignants en janvier ; c’est aussi le cas des villes de gauche Nantes, Rennes, Grenoble, Dijon, Brest, Clermont-Ferrand, Limoges, Tours. Les autres villes de gauche Lyon, Strasbourg, Montpellier, Metz attendent 2014. Aucune grande ville de droite n’a annoncé qu’elle appliquerait la réforme dès septembre.
Les collectivités font principalement appel aux associations présentes sur la commune ainsi qu'aux services municipaux ou intercommunaux (comme les bibliothèques) pour mettre en œuvre les nouvelles activités périscolaires (NAP). Il existe trois champs principaux dans lesquels s'inscrivent les NAP : le sport, la culture et le soutien scolaire.

#### Financement
Le coût de la réforme des rythmes scolaires est estimé à 150 € par enfant.
Afin d'accompagner financièrement les collectivités territoriales dans l'application de la réforme, l'État met en place un fonds dit « d'amorçage » de 250 millions d'euros pour 2013-2014 et 2014-2015, correspondant à une dotation forfaitaire annuelle de 50 euros par élève (une dotation supplémentaire de 40 € par élève et par an est allouée aux communes éligibles à la dotation de solidarité urbaine (DSU) ou à la dotation de solidarité rurale (DSR)).

#### Critiques et assouplissement
Les syndicats enseignants et les fédérations de parents d’élèves, initialement favorables à la réforme, rejoignent le mouvement de contestation en 2013.
Dans les établissements de certaines communes où les activités périscolaires existaient déjà avant 2013 (cantine, pause méridienne, accueils, garderies et études du matin et du soir...), leur gestion n'est plus assumée par les directeurs d'école à qui les municipalités en déléguaient la responsabilité et l'organisation (suppression des indemnités qu'ils percevaient pour ce faire,,).

En octobre 2013, 419 directeurs et directrices des écoles publiques de Paris s'adressent à leur Directeur académique et critiquent la confusion entre temps scolaire et temps périscolaire consécutive à la mise en place des nouveaux rythmes scolaires.
En 2014, lorsque le gouvernement Manuel Valls est constitué, Vincent Peillon fait partie des ministres qui ne sont pas reconduits, notamment du fait des contestations de la réforme des rythmes scolaires. Un décret autorise un assouplissement dans la mise en œuvre de la réforme. Tout en maintenant les cinq matinées de travail obligatoires, le décret permet d'adapter localement l'organisation de la semaine scolaire, notamment avec la possibilité de concentrer les activités périscolaires sur une seule après-midi. Cette expérimentation est appliquée par 13 % des écoles, les autres étant aux neuf demi-journées réglementaires.
En 2016, un décret prévoit que, sur proposition conjointe d'une commune et d'un ou plusieurs conseils d'école, le directeur académique des services de l'éducation nationale peut autoriser des adaptations à l'organisation de la semaine scolaire.

### 2017: Retour de fait à la semaine de quatre jours
En juin 2017, le nouveau ministre de l’Éducation nationale Jean-Michel Blanquer élargit les possibilités de revenir à la semaine de quatre jours — avec un projet ayant reçu un avis négatif du Conseil supérieur de l'éducation (CSE) — et met en œuvre un « plan mercredi » (garantissant un accueil de loisir le mercredi pour les enfants ; concrétisé à partir de juin 2018), qui accorde des aides financières spécifiques aux communes ayant adhéré et concentrant les activités périscolaires sur la journée du mercredi (les communes repassés à quatre jours hebdomadaires d'école ne bénéficiant par ailleurs plus de « fonds de soutien » destiné aux activités périscolaires), permettant ainsi à celles-ci de diminuer les investissements importants qu'elles avaient réalisés pour mettre en œuvre la réforme du ministre Peillon,. Toutefois, des différences de capacité à mettre en place les activités de loisirs selon les critères permettant d'adhérer au plan mercredi émergent entre les communes, les plus petites n'ayant pas toujours les moyens (humains et financiers) de cumuler directeur de centre de loisirs, animateurs diplômés, locaux aux normes et projet pédagogique bien défini.
La semaine de quatre jours est appliquée par 32 % des écoles à la rentrée 2017 et, à la rentrée 2018, par 87 % des communes ayant une école publique, (soit 21 700 communes). Une plus grande présence des municipalités dans les écoles est néanmoins maintenue. Ainsi, les activités périscolaires municipales mises en place dans le cadre de la réforme de 2013 perdurent dans toutes les écoles élémentaires et maternelles publiques, sous la seule responsabilité des municipalités.
Le calendrier scolaire est national et établi par le ministère de l’Éducation nationale, mais il peut être adapté, en ce qui concerne la Corse, les départements d'outre-mer et les collectivités d'outre-mer, par les recteurs, vice-recteurs et chefs de services de l'Éducation nationale, au moyen d'un arrêté et pour une durée de trois ans ; l'année scolaire en France métropolitaine commence généralement début septembre et se termine début juillet.

### 2024: Allègement des emplois du temps
En début de l'année scolaire 2024, le TikToker et ingénieur SenseiDMots lance une pétition qui atteint 300 000 signatures, pour changer les horaires à l'école. Le 1er octobre 2024, la ministre de l'éducation nationale, Anne Genetet, l'invite à discuter sur le sujet.

## Enjeux

### Généralités
Certaines évolutions de l'organisation des rythmes scolaires annuels, hebdomadaires ou journaliers répondent à plusieurs enjeux et contraintes, s'opposant parfois les uns aux autres,. Ceux-ci ont pu changer au fil du temps et de évolutions de la société. Ainsi, à la fin du XIXe siècle, l'année scolaire prend en compte l'organisation du travail agricole avec des vacances au moment des moissons et vendanges, ainsi qu'un temps libéré pour l'instruction religieuse. Les années 1970 voient une société qui connaît une baisse du temps de travail et une augmentation des loisirs, avec certains ménages qui sont plus nombreux à posséder des résidences secondaires ; le weekend s'agrandit pour les élèves. En 2010, un rapport de l'Académie nationale de médecine française (intitulé Aménagement du temps scolaire et santé de l'enfant) indique que des facteurs sociaux, économiques, politiques et pédagogiques entrent ainsi en ligne de compte dans l'aménagement du temps scolaire, de même que les habitudes de la société. Ce même rapport précise que « la solution idéale n’existant pas, il faut trouver un compromis entre l’intérêt de l’élève et les besoins de l’adulte ». De plus, n'est pas uniquement pris en compte le temps de la classe, mais sont aussi pris en compte pour l'enfant sa vie et ses activités péri et extrascolaires.

### Chronobiologie

Quelques illustrations de l'expression du rythme circadien chez l'Homme.

Les travaux des médecins, pédiatres ou chronobiologistes sur les rythmes de l’enfant deviennent perceptibles à partir des années 1970 et surtout 1980 pour le grand public — cette décennie voit d'ailleurs apparaître dans les sujets de débat la notion de « rythmes de l'enfant ». Différents enjeux y sont liés, aussi bien la santé de l'enfant, son épanouissement personnel que ses apprentissages. L'étude des rythmes scolaires et de leur adéquation avec ceux de l'enfant peut prendre en compte ces rythmes à plusieurs niveaux : quotidien, hebdomadaire et annuel.
Les études scientifiques dans le domaine indiquent que l'arrivée en classe à 8 heures 30, courante dans l'organisation scolaire, implique un enfant fatigué — quelle qu'ait été sa durée de sommeil la nuit précédente — ; ensuite, les capacités d'attention et d'apprentissage de l'enfant croissent au fil de la matinée, marquant un sommet vers le créneau 10-11 heures. Les périodes de classe en France sont marquées par une pause méridienne. Au début de l'après-midi, l'enfant connaît de nouveau une période de temps durant laquelle ses capacités d'attention et d'apprentissage sont plus faibles, puis une nouvelle augmentation de celles-ci vers 15-16 heures. En général, à l'école primaire (qui comprend école maternelle et école élémentaire), l'enfant termine sa journée de classe à 16 heures 30. Le rapport de l'Académie nationale de médecine de 2010 propose un exemple de réduction de la longueur de la journée de classe au primaire à 5 heures (la fin de classe de l'après-midi étant alors également occupée par une heure d'« études dirigées ») et un étalement des jours de classe hebdomadaires sur 4,5 à 5 jours. Toutefois, il note que la durée quotidienne de classe devrait être adaptée à l'âge de l'élève, avec une durée située entre 4 et 6 heures selon cet âge.
Des études scientifiques ont porté sur les effets des semaines de quatre, quatre et demi et cinq jours sur l'enfant. Le rapport de l'Académie nationale de médecine de 2010 souligne que la semaine de 4 jours de classe « n’est pas favorable à l’enfant car celui-ci est plus désynchronisé le lundi et le mardi matin que dans la semaine habituelle de quatre jours et demi » ; il précise également que des études indiquent que les performances de mémoire des enfants sont plus élevées à la suite d'un weekend de 1,5 jour que de 2 jours. Une semaine de quatre jours induit plusieurs ruptures de rythmes, ce qui désynchronise l’horloge interne, et l'idéal serait donc une semaine de quatre jours et une demi-journée, voire, mieux encore, quatre jours et deux demi-journées[réf. nécessaire]. Par ailleurs, des variations dans l'activité intellectuelle sur une semaine seraient, selon une expertise collective de l'Institut national de la santé et de la recherche médicale (Inserm) effectuée en 2001, plus liées à l'organisation du temps scolaire qu'au rythme propre interne à l'enfant.
Enfin, au cours de l’année, le rythme fréquemment recommandé serait sept semaines de cours, suivies de deux semaines de repos. La répartition été-hiver est à revoir, car, du fait de la luminosité, l’été comporterait les jours où les élèves seraient les plus efficaces. Le rapport de l'Académie nationale de médecine de 2010 note qu'une répartition sur 180 à 200 jours par an (impliquant des grandes vacances plus courtes), avec des journées de classe plus courtes liées à l'âge des élèves et mieux réparties dans la semaine, avec d'éventuelles variations du nombre de jours de classe hebdomadaires selon la localité ou les saisons, permettrait de davantage tenir compte des données biologiques concernant les enfants.
La question des rythmes biologiques ne se limite pas à l’organisation du temps scolaire, mais comporte aussi les temps périscolaire et extrascolaire ; il est notamment recommandé aux parents, entre autres, de garder un rythme constant de sommeil, même les week-end, et de restreindre le temps passé par les enfants devant un écran.
La réduction des vacances d'été a été abordée à plusieurs reprises, mais jamais concrétisée,,. Un autre marronnier est la « reconquête du mois de juin », où les collèges et lycées ne font plus cours à cause des examens,.
En 2010, le rapport de l'Académie nationale de médecine Aménagement du temps scolaire et santé de l'enfant note qu'en ce qui concerne alors l'aménagement du temps scolaire, « l’enfant n’est pas au centre de la réflexion » et recommande aux décideurs de l'y mettre.
Selon la chronobiologiste Claire Leconte, la réforme des rythmes scolaires de 2013 s’est limitée à organiser des demi-journées de manière rigide, sans toujours tenir compte du temps de travail, de la santé, de la famille. Elle regrette que le décret de 2014 ne permette plus une organisation sur cinq jours avec cinq longues matinées, deux après-midi d’enseignements et deux après-midi consacrés aux « parcours éducatifs », comme cela avait pu exister dans certaines écoles.

### Tourisme

Zones pour les vacances scolaires en France depuis la fusion des régions de 2016.

Les réformes des années 1969-1972 permettent notamment aux familles de partir en weekend (le samedi après-midi n'étant plus occupé par la classe pour les élèves).
La formule « 7 + 2 » n’a été appliquée que deux années. En effet depuis les années 1970, sous la pression des lobbys du tourisme, en particulier ceux des sports d'hiver, et de la SNCF, il est introduit deux puis trois zones. Chaque académie appartient à une des trois zones.

### Emplois du temps des familles
La libération du samedi après midi (en 1969), puis du samedi matin (en 2008) permet aux familles dont les parents travaillent du lundi au vendredi de partir en week-end, mais empêche ces mêmes parents de rencontrer les enseignants. De plus, cet emploi du temps prend en compte l’organisation de la résidence alternée des enfants de parents divorcés,.
Avant septembre 2013, plus de 40 % des mères dont le plus jeune enfant était en âge d’aller à l’école élémentaire ne travaillaient pas le mercredi,.

### Instruction religieuse
En 1882, l’instauration d'une interruption d'une journée est motivée pour permettre l'instruction religieuse. De nos jours, c’est la même question qui est en faveur de la semaine de quatre jours.

### Organisation des activités périscolaires
Les trois heures hebdomadaires d'activités périscolaires, mises en place par la réforme de 2013, ont créé plusieurs casse-têtes d’organisation pour les municipalités : budgets, locaux et recrutements d’animateurs.

## Comparaison internationale
Le tableau suivant dresse le nombre de congés scolaires en filière générale de l'enseignement obligatoire du premier cycle du secondaire et le temps d'instruction en primaire de l'enseignement obligatoire et public, en 2019 dans certains pays de l'OCDE.
|              | Heures annuelles | Semaines de vacances |
| ------------ | ---------------- | -------------------- |
| Canada       | 920              | 10                   |
| France       | 864              | 16                   |
| Allemagne    | 724              | 12                   |
| Grèce        | 748              | 14                   |
| Japon        | 770              |                      |
| Pays-Bas     | 940              | 13                   |
| Portugal     | 910              | 17                   |
| Suisse       | 797              | 9                    |
| Moyenne OCDE | 799              |                      |

## Discussions autour des rythmes scolaires en France
Les rythmes scolaires français font l'objet des plusieurs discussions, débats ou critiques,,,. Certaines critiques ciblent l'organisation de l'année scolaire et des temps de vacances, notamment en comparaison avec ceux d'autres pays : la France présentant dans les années 2010-2020, dans une année, un nombre d'heures de classe assez élevé et le plus petit nombre de jours d'école parmi les pays de l'OCDE. Cela se traduit, par rapport à nombre d'autres pays d'Europe, par à des journées de classe plus longues, sur des semaines plus courtes, avec des vacances plus longues.
Des interrogations et réflexions existent quant au rapport entre les rythmes scolaires à la française et les résultats scolaires dans ce pays. En 2019, certains considèrent que la semaine de quatre jours serait la cause de performances de la France moins élevées que celles d'autres pays en termes de performances des élèves aux tests Pisa (Programme international pour le suivi des acquis des élèves) et de réduction des inégalités sociales. Des évaluations menées par la Direction de l'évaluation, de la prospective et de la performance (DEPP) et l'Inspection générale de l’Éducation nationale concernant la réforme des temps scolaires de 2013 indiquent la difficulté à établir une corrélation entre les deux éléments, sans toutefois indiquer « un impact positif » de la réforme de 2013 sur les performances des élèves. D'autres réflexions soulignent que la critique seule des rythmes scolaires peut occulter d'autres points importants concernant l'enseignement, comme la qualité de celui-ci aussi bien que le nombre d'élèves par classe en France.
Selon les rythmes scolaires imposés, les moyens de la mise en œuvre comportent différentes contraintes : ainsi, la semaine de 4,5 jours a entraîné pour certaines municipalités (notamment des communes rurales) des problèmes de financement (des activités périscolaires, du transport…) et d'organisation,. En plus des conséquences pour les enfants, chaque rythme amène également différentes contraintes pour les adultes, familles comme acteurs et partenaires de l’École,,. Par ailleurs, une étude concernant la même réforme de 2013 a mis en avant le fait que celle-ci avait alors permis aux mères de familles de « mieux répartir leur temps de travail », avec davantage d'utilisation du mercredi pour celui-ci,.